# Дерцені Іболя Степанівна
Іболя Степанівна Дерце́ні (нар. 20 вересня 1934, Дийда) — українська вишивальниця і ткаля; член Національної спілки майстрів народного мистецтва України з 1991 року; заслужений майстер народної творчості УРСР з 1973 року.

## Біографія
Народилася 20 вересня 1934 року в селі Дийді (тепер Берегівський район Закарпатської області, Україна). Здобула середню освіту. Ткацтву навчилась у матері.

## Творчість
Створює декоративні тканини у червоних та чорних кольорах. У тканинах використувує берегівські орнаменти. Серед робіт рушники, наволочки, панно, серветки, скатертини, занавіски, доріжки, сумки, сукні, камізельки, килими, сувеніри, зокрема: 
весільні, церковні та кухонні рушники
- «Зірка» (1979);
- «Тюльпан» (1979);
- «Осінні троянди» (1979);
- «Равлики» (1979);

наволочки
- «Тюльпани»  (1969);
- «Вовчі сліди (1969);
- «Осінні троянди» (1971);
- «Жолудь» (1980);
- «Дубовий лист» (1980);

панно
- «50 років Великого Жовтня» (1967);
- «Мир – дружба» (1976);
- «Гвоздики» (1976);
- «Берегове – 900»);

серветки, скатертини, занавіски
- «Вовчі сліди» (1968);
- «Жолудь» (1970);
- «Троянди» (1976);
- «Зірка» (1979);

доріжки
- «Пташки» (1969);
- «Вовчі сліди» (1974);
- «Великі жолуді» (1979);

сумки
- «Осінні троянди» (1979);
- «Зірочка» (1979).

Брала участь в обласних, всеукраїнських, всесоюзних та міжнародних мистецьких виставках з 1967 року. Персональна виставка пройшла в Ужгороді у 1981 році. Отримала золоту медаль на Республіканській виставкці народного мистецтвава у Києві у 1977 році.
Деякі роботи майстрині зберігаються у Закарпатському художньому музеї.